# Golpe de Estado en Alto Volta de 1966
El golpe de Estado en Alto Volta de 1966 tuvo lugar en la República del Alto Volta (hoy Burkina Faso) el 3 de enero de 1966, cuando, tras una serie de disturbios populares a gran escala, los militares intervinieron contra el gobierno, obligaron al presidente Maurice Yaméogo a dimitir y lo sustituyeron por el teniente coronel Sangoulé Lamizana. Este gobernaría hasta 1980, cuando otro golpe de Estado militar lo derrocó. El golpe de 1966 resultaría ser el primero de una larga serie de golpes de Estado en Alto Volta y posteriormente en Burkina Faso, tanto fallidos como exitosos, y marcó el comienzo de medio siglo de gobiernos militares.

## Antecedentes
El Alto Volta, una colonia francesa pequeña, sin salida al mar y en gran medida empobrecida, había sido descolonizada en 1960. Maurice Yaméogo, un aliado cercano del presidente de Costa de Marfil, Félix Houphouët-Boigny, creó una dictadura de partido único, convirtiendo a su partido, Unión Democrática Voltaica, en el único partido político legal del país. Los partidos de oposición, como el Partido del Reagrupamiento Africano, se fusionaron con el partido de Yaméogo o se disolvieron.
El gobierno de Yaméogo enfrentaría acusaciones de neocolonialismo, ya que se alineaba estrechamente con el gobierno francés. Originalmente favoreciendo una política panafricanista, a favor de una federación de todos los países de África Occidental, finalmente abandonó estas políticas en favor del antifederalismo de Francia y su amigo Houphouët-Boigny. Se unió al Consejo de la Entente (en francés: Conseil de l’Entente) junto con algunos otros líderes pro franceses. Además, Yaméogo apoyó estrechamente a Israel, convirtiéndose en el primer líder africano en visitar el país, oponiéndose firmemente a la República Árabe de Egipto y a su líder Gamal Abdel Nasser.
Las duras políticas económicas del presidente y el estado profundamente corrupto de su administración lo hicieron enormemente impopular. En 1964, el gobierno restringió fuertemente el derecho de los trabajadores a organizarse y prohibió las huelgas laborales, convirtiendo a los poderos sindicatos del país en sus enemigos. En las elecciones presidenciales del año siguiente, Yaméogo fue reelegido, con un 100 % de apoyo y una participación del 98,4 %.
Al volver a casarse con una ex reina de belleza de 22 años unas semanas después de las elecciones de octubre, recibió una fría bienvenida en Uagadugú al regresar de su luna de miel el 6 de noviembre. En las elecciones parlamentarias del día siguiente su partido, la Unión Democrática Voltaica, obtuvo oficialmente un apoyo del 100 %, con una participación del 97,4 %, pero en realidad se produjo una abstención masiva en protesta contra el presidente y su partido. Otro gran boicot se produjo durante las siguientes elecciones municipales del 5 de diciembre.

## Golpe de Estado
El 30 de diciembre, tras el aumento de los graves problemas económicos que afectaban al país, el gobierno anunció un nuevo presupuesto de austeridad, recortando masivamente los salarios de los empleados del sector público y aumentando los impuestos. Al día siguiente, Denis Yaméogo, ministro del Interior y de Seguridad y medio hermano del presidente, utilizó la fuerza para disolver una reunión de la dirección sindical nacional. Como resultado, se convocó una huelga general.
El 1 de enero de 1966, el presidente Yaméogo declaró el estado de emergencia en el país. El 2 de enero desplegó tropas en todos los edificios públicos y advirtió a los empleados gubernamentales que no participaran en la huelga general. Finalmente, el 3 de enero comenzó la huelga general. Grandes grupos de trabajadores que protestaban irrumpieron en la sede del partido gobernante y en la Asamblea Nacional. El estado de emergencia y el despliegue de tropas resultaron contraproducentes para el gobierno: los soldados rasos se negaron a disparar contra los manifestantes.
En poco tiempo, los líderes militares intervinieron. El teniente coronel Sangoulé Lamizana, jefe del Estado Mayor, tomó el poder. El presidente Maurice Yaméogo se vio obligado a dimitir y posteriormente fue encarcelado por los golpistas. Al día siguiente se organizó un nuevo gobierno militar, que recibió el apoyo de los sindicatos que pusieron fin a la huelga general. La constitución fue suspendida y la Asamblea Nacional disuelta. Se conformó un nuevo gabinete con siete militares y cuatro civiles, el Consejo Superior de las Fuerzas Armadas, con Lamizana al frente. También se formó un Comité Consultivo, con cuarenta y seis miembros en representación de militares, partidos políticos, sindicatos, líderes religiosos y autoridades tradicionales.

## Consecuencias
En las semanas y meses posteriores al golpe, el nuevo régimen militar continuó en gran medida las políticas del anterior gobierno civil. Mientras que el país se acercaría diplomáticamente a los estados árabes como Egipto, Argelia y Arabia Saudita, y se alejaría de Israel, esto no indicó una ruptura en las relaciones con Occidente ni que el gobierno tuviera un carácter sectario. Si bien Yaméogo era católico y Lamizana musulmán, muchos de los militares cómplices en el golpe también eran católicos.
El 1 de febrero, un mes después del golpe, Lamizana visitó al presidente Houphouët-Boigny en Abiyán y el 17 de febrero la junta anunció un presupuesto de austeridad muy similar al del gobierno anterior. Medio año después, el 21 de septiembre, se prohibieron todas las actividades políticas en el país.
El antiguo presidente Maurice Yaméogo siguió encarcelado tras el golpe. Su hijo Hermann Yaméogo intentó sin éxito liberarlo y restituirlo a la presidencia, por lo que fue condenado a siete años de prisión. El 8 de mayo de 1969, Yaméogo fue condenado a cinco años de trabajos forzados y a destierro vitalicio. Sin embargo, fue liberado el 5 de agosto de 1970. Mientras estaba en prisión, intentó quitarse la vida sin éxito.
El nuevo gobierno militar fijó el año 1970 como fecha límite para el retorno al gobierno civil. El teniente coronel Sangoulé Lamizana, más tarde nombrado mayor general, seguiría siendo presidente durante catorce años, hasta su derrocamiento por el coronel Saye Zerbo el 25 de noviembre de 1980, en un nuevo golpe de Estado.